# Edwin Meese
Edwin Meese III (Oakland, 2 dicembre 1931) è un politico e avvocato statunitense.

## Biografia
Fu il 75º procuratore generale degli Stati Uniti sotto il presidente degli Stati Uniti d'America Ronald Reagan (40º presidente).
Nato nello stato della California, i suoi genitori furono Edwin Junio e Leone Meese, nell'adolescenza lavorò in un negozio. Studiò prima all'Oakland High School ed in seguito all'università di Yale e poi all'Università della California - Berkeley. Ha lavorato con Delwen Lowell Jense e fu anche docente dell'università di San Diego dal 1977 al 1981.